# Oliver Aiken Howland

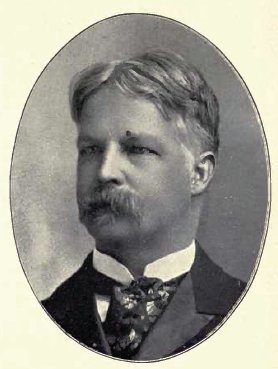
Oliver Aiken Howland

Oliver Aiken Howland (* 18. April 1847 in Lambton Mills, Ontario; † 9. November 1904) war ein Rechtsanwalt, Politiker und der 31. Bürgermeister von Toronto. Howland war Mitglied der Konservativen Partei Ontarios.

## Leben
Howland wurde in Lambton Mills, dem heutigen Etobicoke, als Sohn des Politikers William Pearce Howland geboren. Seine Vorfahren lassen sich bis zur Landung der Mayflower zurückverfolgen. Er ging ins Upper Canada College zur Schule. Er studierte an der University of Toronto Jura und praktizierte seit 1875 in Toronto. Howland war Vize-Präsident der Rechtsanwaltsvereinigung Canadian Bar Association und war von 1894 bis 1895 im Rat des Canadian Institute. Vom 26. Juni 1894 bis zum 28. Januar 1898 war er Mitglied im Parlament der Provinzregierung Ontarios. Von Januar 1901 bis Januar 1903 war er Bürgermeister von Toronto. Sein älterer Bruder William Holmes Howland diente ebenfalls als Bürgermeister.